# 留異
留異（？—564年），東陽長山人，南梁、南陳官员，後協助周迪和陳寶應叛亂而被殺。
留異家族自留贊起已是郡內望族，他擅長自處，言語寬和，在鄉間自詡英雄豪傑；經常聚集不良少年欺負弱小，地方长官都任為他是個禍患。南梁期間他擔任蟹浦戍主、晉安和安固二縣的縣令。侯景之亂爆發，他回到故鄉，召集民眾，東陽郡丞和他不和，就派兵剿滅，俘虜他的妻子。太守沈巡（沈君理之父）過來支援留異，並讓出職務給他；留異吩咐姪子留超代理郡事，自己率兵去建康。
建康陷落，他跟隨臨城公蕭大連，獲委任為司馬負責軍事。留異個性殘暴，沒有遠見，督察責罰蕭大連的主將和部眾作威作福，士兵都害怕他。侯景的將軍宋子仙過浙江，留異逃回故鄉，不久帶領部下向宋子仙投降。其時蕭大連直奔東陽的信安嶺，打算進入鄱陽，留異就嚮導宋子仙擒獲蕭大連。侯景任命他為東陽太守，留下他的妻子作人質。侯景的行臺劉神茂反正向侯景拒兵，留異表面和劉神茂合作，暗地卻通知侯景；之後劉神茂事敗被殺，只有他獲免。
侯景被平定後，王僧辯使命留異慰勞東陽，他仍然在當地聚眾合鄉閭，佔據險阻地方，勢力大得讓其他州郡忌憚。梁元帝任命他作信安縣令；荊州淪陷，王僧辯指使他再擔任東陽太守。陳蒨平定會稽，留異雖然協助運輸糧食，但在郡內擁兵自重。紹泰二年（556年），朝廷以他支援的功勞除授持節、通直散騎常侍、信武將軍、縉州刺史，領東陽太守，封永興縣侯，食邑五百戶，同年遷任散騎常侍、信威將軍，增食邑三百戶，其餘依舊，又以陳蒨的長女陳氏嫁給留異第三子留貞臣。
南陳永定二年（558年），陳武帝徵召留異擔任使持節、散騎常侍、都督南徐州諸軍事、平北將軍、南徐州刺史，他藉故拖延不赴任。陳蒨即位為陳文帝，改授他為都督縉州諸軍事、安南將軍、縉州刺史，領東陽太守。留異經常遣派他的長史王澌作使節入朝，王澌經常表示朝廷虛弱，他相信了，在表面依然奉行臣子禮節，但总是在觀望，和王琳自鄱陽信安嶺秘密通信；王琳又派人到東陽署任地方長官。到王琳敗亡，陳文帝遣派左衛將軍沈恪代替他擔任太守，實際是伏兵襲擊。留異到下淮抵抗，沈恪給他大敗，退回錢塘，他又上表謝罪。當時南陳官軍在湘州、郢州有戰事，就下達詔書撫慰並籠絡，留異也知道朝廷最後還是會討伐自己，就派兵防守下淮及建德，準備航道。留異以為官軍從錢塘江攻上，但侯安都卻由會稽、諸暨的步道偷襲，他十分恐懼，逃離東陽郡到桃支嶺，於嶺口架設柵欄巩固自己安全。天嘉三年（562年），侯安都攻破柵欄，他和次子留忠臣出奔依附陳寶應，陳軍俘虜他的餘黨數千人。兩年後（564年），陳寶應被剿滅，同時擒拿留異到建康斬首，子姪及同黨都被殺，只有第三子留貞臣因娶陳文帝的女兒獲免。

## 引用
1. 1 2  《陳書·卷三十五·列傳第二十九》：留異，東陽長山人也。世為郡著姓。異善自居處，言語醞藉，為鄉里雄豪。多聚惡少，陵侮貧賤，守宰皆患之。梁代為蟹浦戍主，歷晉安、安固二縣令。侯景之亂，還鄉里，召募士卒，東陽郡丞與異有隙，引兵誅之，及其妻子。太守沈巡援臺，讓郡於異，異使兄子超監知郡事，率兵隨巡出都。
2. 1 2  《南史·卷八十·列傳第七十》：留異，東陽長山人也，世為郡著姓。異善自居處，言語醞籍，為鄉里雄豪。多聚惡少，陵侮貧賤，守宰皆患之。仕梁，晉安、安固二縣令。侯景之亂，還鄉里，占募士卒。太守沈巡援台，讓郡於異，異使兄子超監知郡事，率兵隨巡出都。
3. ↑  《陳書·卷三十五·列傳第二十九》：及京城陷，異隨臨城公蕭大連，大連板為司馬，委以軍事。異性殘暴，無遠略，督責大連軍主及以左右私樹威福，眾並患之。會景將軍宋子仙濟浙江，異奔還鄉里，尋以其眾降于子仙。是時大連亦趣東陽之信安嶺，欲之鄱陽，異乃為子仙鄉導，令執大連。侯景署異為東陽太守，收其妻子為質。景行臺劉神茂建義拒景，異外同神茂，而密契於景。及神茂敗績，為景所誅，異獨獲免。
4. ↑  《南史·卷八十·列傳第七十》：及城陷，異隨梁臨城公大連，大連委以軍事。異性殘暴，無遠略，私樹威福，眾並患之。會景將宋子仙濟浙江，異奔還鄉里，尋以眾降子仙。子仙以為鄉導，令執大連。邵陵王綸聞之曰：「姓作去留之留，名作同異之異，理當同於逆虜。」侯景署異為東陽太守，收其妻子為質。行台劉神茂建義拒景，異外同神茂，而密契于景。及神茂敗，被景誅，異獨獲免。
5. ↑  《陳書·卷三十五·列傳第二十九》：侯景平後，王僧辯使異慰勞東陽，仍糾合鄉閭，保據巖阻，其徒甚盛，州郡憚焉。元帝以為信安令。荊州陷，王僧辯以異為東陽太守。世祖平定會稽，異雖轉輸糧饋，而擁擅一郡，威福在己。紹泰二年，以應接之功，除持節、通直散騎常侍、信武將軍、縉州刺史，領東陽太守，封永興縣侯，邑五百戶。其年遷散騎常侍、信威將軍，增邑三百戶，餘並如故。又以世祖長女豐安公主配異第三子貞臣。
6. ↑  《南史·卷八十·列傳第七十》：景平後，王僧辯使異慰勞東陽，仍保據岩阻，州郡憚焉。魏克荊州，王僧辯以異為東陽太守。陳文帝平定會稽，異雖有糧饋，而擁擅一郡，威福在己。紹泰二年，以應接功，除縉州刺史，領東陽太守，封永嘉縣侯。又以文帝長女豐安公主配異第三子貞臣。
7. ↑  《陳書·卷三十五·列傳第二十九》：永定二年，徵異為使持節、散騎常侍、都督南徐州諸軍事、平北將軍、南徐州刺史，異遷延不就。世祖即位，改授都督縉州諸軍事、安南將軍、縉州刺史，領東陽太守。異頻遣其長史王澌為使入朝，澌每言朝廷虛弱，異信之，雖外示臣節，恆懷兩端，與王琳自鄱陽信安嶺潛通信使。王琳又遣使往東陽，署守宰。及琳敗，世祖遣左衛將軍沈恪代異為郡，實以兵襲之。異出下淮抗禦，恪與戰，敗績，退還錢塘，異乃表啟遜謝。是時眾軍方事湘、郢，乃降詔書慰喻，且羈縻之，異亦知朝廷終討於己，乃使兵戍下淮及建德，以備江路。
8. ↑  《南史·卷八十·列傳第七十》：陳永定三年，征異為南徐州刺史，遷延不就。文帝即位，改授縉州刺史，領東陽太守。異頻遣其長史王澌為使入朝。澌每言朝廷虛弱，異信之，恒懷兩端，與王琳潛通信使。及琳敗，文帝遣左衛將軍沈恪代異為郡，實以兵襲之。異與恪戰，敗，乃表啟遜謝。時朝廷方事湘、郢，且羇縻之。異知終見討，乃使兵戍下淮及建德，以備江路。
9. ↑  《陳書·卷三十五·列傳第二十九》：異本謂官軍自錢塘江而上，安都乃由會稽、諸暨步道襲之。異聞兵至，大恐，棄郡奔于桃支嶺，於嶺口立柵自固。明年春，安都大破其柵，異與第二子忠臣奔于陳寶應，於是虜其餘黨男女數千人。天嘉五年，陳寶應平，并擒異送都，斬于建康市，子姪及同黨無少長皆伏誅，唯第三子貞臣以尚主獲免。
10. ↑  《南史·卷八十·列傳第七十》：湘州平，文帝乃下詔揚其罪惡，使司空侯安都討之。異與第二子忠臣奔陳寶應。及寶應平，並禽異送都，斬建康市，子侄並伏誅，唯第三子貞臣以尚主獲免。

## 延伸阅读
[在维基数据编辑]
 《陳書·卷35》，出自姚思廉《陳書》
 《南史/卷80》，出自李延壽《南史》